# Trần Bảo Sinh
Trần Bảo Sinh (tiếng Trung: 陈宝生; sinh tháng 5 năm 1956) là chính khách nước Cộng hòa Nhân dân Trung Hoa. Ông nguyên là Ủy viên Ủy ban Trung ương Đảng Cộng sản Trung Quốc khóa XIX, Bí thư Đảng tổ, Bộ trưởng Bộ Giáo dục Trung Quốc.
Trần Bảo Sinh bắt đầu sự nghiệp chính trị ở tỉnh Cam Túc, trải qua nhiều vị trí công tác, giữ chức Bí thư Thành ủy Lan Châu, tỉnh lỵ của tỉnh Cam Túc năm 2004. Năm 2008, ông nhậm chức Phó Hiệu trưởng Trường Đảng Trung ương Đảng Cộng sản Trung Quốc. Năm 2013, ông được bổ nhiệm làm Phó Viện trưởng Học viện Hành chính Quốc gia Trung Quốc. Tháng 7 năm 2016, ông được bầu làm Bộ trưởng Bộ Giáo dục.

## Tiểu sử

### Thân thế
Trần Bảo Sinh là người Hán sinh tháng 5 năm 1956, người Lan Châu, tỉnh Cam Túc.

### Giáo dục
Tháng 9 năm 1978 đến tháng 8 năm 1982, Trần Bảo Sinh theo học chuyên ngành kinh tế chính trị khoa kinh tế tại Đại học Bắc Kinh.
Tháng 9 năm 2002 đến tháng 7 năm 2005, ông theo học chuyên ngành chính trị học lớp nghiên cứu sinh tại chức ở Trường Đảng Trung ương Đảng Cộng sản Trung Quốc.

### Sự nghiệp
Tháng 5 năm 1974, Trần Bảo Sinh là thanh niên trí thức tham gia đội sản xuất ở nông thôn tại công xã Tiểu Khương Doanh, huyện Du Trung, thành phố Lan Châu, tỉnh Cam Túc. Tháng 12 năm 1975, Trần Bảo Sinh về công tác tại Cục Bưu điện huyện Du Trung, tỉnh Cam Túc.
Tháng 8 năm 1982, sau khi tốt nghiệp đại học, Trần Bảo Sinh về công tác ở Sở Thương mại tỉnh Cam Túc. Tháng 11 năm 1983, ông được bổ nhiệm giữ chức Phó Chủ nhiệm Phòng nghiên cứu chính sách, Sở Thương mại tỉnh Cam Túc. Tháng 11 năm 1984, Trần Bảo Sinh gia nhập Đảng Cộng sản Trung Quốc. Tháng 1 năm 1985, ông được luân chuyển làm Phó Chủ nhiệm Văn phòng Ban Kinh tế Tỉnh ủy Cam Túc. Tháng 9 năm 1986, ông được bổ nhiệm làm Trưởng phòng Điều tra nghiên cứu, Ban Kinh tế Tỉnh ủy Cam Túc kiêm Phó Chủ nhiệm Phòng nghiên cứu chính sách, Văn phòng Chính phủ nhân dân tỉnh Cam Túc. Tháng 11 năm 1988, ông được bổ nhiệm làm Chủ nhiệm Phòng nghiên cứu chính sách, Trung tâm phát triển xã hội công nghệ kinh tế Chính phủ nhân dân tỉnh Cam Túc. Tháng 8 năm 1989, ông chuyển sang làm nghiên cứu viên chính sách Trung tâm nghiên cứu phát triển xã hội công nghệ kinh tế Chính phủ nhân dân tỉnh Cam Túc.
Tháng 6 năm 1991, ông được bổ nhiệm làm Phó Chủ nhiệm Trung tâm nghiên cứu phát triển Chính phủ nhân dân tỉnh Cam Túc. Tháng 4 năm 1994, ông được bổ nhiệm giữ chức Chủ nhiệm Trung tâm nghiên cứu phát triển Chính phủ nhân dân tỉnh Cam Túc. Tháng 11 năm 1996, ông được bổ bổ nhiệm làm Phó Tổng Thư ký Chính phủ nhân dân tỉnh Cam Túc, thành viên Ban Cán sự Đảng Văn phòng Chính phủ nhân dân tỉnh Cam Túc kiêm Chủ nhiệm Trung tâm nghiên cứu phát triển Chính phủ nhân dân tỉnh Cam Túc.
Tháng 1 năm 1999, Trần Bảo Sinh được luân chuyển làm Bí thư Địa ủy địa khu Tửu Tuyền nay là thành phố Tửu Tuyền, tỉnh Cam Túc. Tháng 4 năm 2002, ông được bổ nhiệm giữ chức Ủy viên Ban Thường vụ Tỉnh ủy Cam Túc, Trưởng Ban Tuyên truyền Tỉnh ủy Cam Túc. Tháng 12 năm 2003, ông kiêm nhiệm chức vụ Chủ tịch Hội Liên hiệp giới khoa học xã hội tỉnh Cam Túc. Tháng 11 năm 2004, ông được luân chuyển làm Ủy viên Ban Thường vụ Tỉnh ủy Cam Túc, Bí thư Thành ủy Lan Châu kiêm Chủ tịch Hội Liên hiệp giới khoa học xã hội tỉnh Cam Túc. Tháng 3 năm 2005, ông được bầu kiêm nhiệm chức vụ Chủ nhiệm Ủy ban Thường vụ Đại hội đại biểu nhân dân thành phố Lan Châu. Tháng 8 năm 2005, Trần Bảo Sinh thôi kiêm nhiệm chức vụ Chủ tịch Hội liên hợp giới khoa học xã hội tỉnh Cam Túc.
Ngày 21 tháng 10 năm 2007, tại phiên bế mạc của Đại hội Đảng Cộng sản Trung Quốc lần thứ 17, ông được bầu làm Ủy viên dự khuyết Ban Chấp hành Trung ương Đảng Cộng sản Trung Quốc khóa XVII. Tháng 6 năm 2008, ông được bổ nhiệm làm Phó Hiệu trưởng Trường Đảng Trung ương Đảng Cộng sản Trung Quốc. Ngày 14 tháng 11 năm 2012, tại Đại hội Đảng Cộng sản Trung Quốc lần thứ 18, ông được bầu làm Ủy viên Ban Chấp hành Trung ương Đảng Cộng sản Trung Quốc khóa XVIII. Ngày 20 tháng 3 năm 2013, ông được bổ nhiệm giữ chức vụ Bí thư Đảng ủy Học viện Hành chính Quốc gia, Phó Viện trưởng Học viện Hành chính Quốc gia Trung Quốc, hàm Bộ trưởng.
Tháng 6 năm 2016, Trần Bảo Sinh được bổ nhiệm làm Bí thư Ban Cán sự Đảng Bộ Giáo dục. Ngày 2 tháng 7 năm 2016, Hội nghị lần thứ 21 của Ủy ban Thường vụ Đại hội đại biểu Nhân dân toàn quốc khóa XII nhiệm kỳ 2013 đến năm 2018 quyết định bổ nhiệm Trần Bảo Sinh làm Bộ trưởng Bộ Giáo dục Trung Quốc.
Ngày 24 tháng 10 năm 2017, tại Đại hội Đảng Cộng sản Trung Quốc lần thứ XIX, ông được bầu lại là Ủy viên Ban Chấp hành Trung ương Đảng Cộng sản Trung Quốc khóa XIX. Sáng ngày 19 tháng 3 năm 2018, kỳ họp thứ nhất Đại hội đại biểu Nhân dân toàn quốc (Quốc hội Trung Quốc) khóa XIII nhiệm kỳ 2018 đến năm 2023 đã tổ chức hội nghị toàn thể lần thứ 7 bầu Trần Bảo Sinh làm Bộ trưởng Bộ Giáo dục Trung Quốc. Ông được miễn nhiệm chức vụ bộ trưởng vào ngày 20 tháng 8 năm 2021.